# 전략적 인내
전략적 인내(戰略的 忍耐, 영어: strategic patience, SP)는 미국 오바마 정부의 대북정책이다. 유엔 안보리 제재등 경제적 압박을 지속하며 조선민주주의인민공화국의 붕괴를 기다리겠다는 것이 기본 개념이다.

## 역사
2010년 5월 26일, 한국을 방문한 힐러리 클린턴 미국 국무장관이 이명박 대통령을 만난 자리에서 '전략적 인내'(Strategic patience)를 주장했다.
거듭되는 조선민주주의인민공화국의 도발에도 불구하고 오바마 대통령은 2012년 이후 조선민주주의인민공화국의 핵문제에 대해 공개적으로 한마디도 언급하지 않는 등 '무시'로 일관하는 전략적 인내 정책 기조를 유지했다.

## 비판
2016년 1월 6일, 북한 4차 핵실험 직후, 공화당은 물론 민주당에서 조차 "2009년 도입한 전략적 인내 정책으로 오히려 북한에게 핵과 미사일 능력을 개발하는 시간만 벌어주는 결과를 초래했다"는 비난이 쇄도했다.
2016년 6월 20일, 몽골 울란바토르에서 열린 안보회의에 참석한 조선민주주의인민공화국의 외무성 관료가 "힐러리의 전략적 인내(strategic patience) 정책이 북한으로 하여금 핵억지력을 가질 수 있게 했다"고 주장했다.
2016년 9월 22일, 서울에서 열린 국제학술회의에서 버락 오바마 대선캠프 한반도 정책팀장이었던 프랑크 자누지 미국 맨스필드재단 대표는 "북이 변하기를 기다리는 '전략적 인내' 정책은 실패했다"고 말했다.

## 전략적 비인내
전략적 비인내(strategic impatience) 정책에는 크게 선제타격과 대화가 있다. 보다 강경책, 보다 온건책이다. 대략 다음과 같은 정책들이 논의되고 있다.
- 북핵시설 선제타격
- 김정은 참수작전
- 주한미군 전술핵 재배치
- 조건없는 협상 개시
- 북한을 핵 보유국으로 인정
- 중국에 대한 세컨더리 보이콧
- 한미연합훈련의 대규모화 (완료)
- 사드 조기배치 (완료)
- 주한미군 무인공격기 배치 (완료)

2017년 3월 2일, 일본 조총련 기관지 조선신보는 최근 미국에서 제기된 대북 선제타격론을 비현실적이라며, '핵보유국 대 핵보유국'의 관계에서 미국과 북한이 과감한 협상을 하는 것이 유일한 해법이라고 주장했다.
2016년부터 한미연합군은 조선민주주의인민공화국의 남침으로 인한 전면전이 아닌 조선민주주의인민공화국의 핵심시설을 선제타격하는 개념을 담은 작전계획 5015를 중심으로 훈련을 진행하고 있다.
2017년 2월 15일, 캐서린 맥팔랜드 美백악관 국가안보회의(NSC) 부보좌관이 국가안보 관계자들에게 "(북핵에 대한 대안으로) 주류에서 벗어난 의견까지 모두 포함시키라"고 지시했다.

## 같이 보기
- 자유롭고 열린 인도 태평양(FOIP)